# Maslinjak (Kornat)
Maslinjak je nenaseljeni otočić u Kornatskom otočju, južno od otoka Kornata.
Njegova površina iznosi 0,067 km². Dužina obalne crte iznosi 1,02 km.

## Vanjske poveznice
|  | Zajednički poslužitelj ima još gradiva o temi Maslinjak (Kornat) |